# Delta Ursae Minoris
Delta Ursae Minoris (Yildun, Gildun, Vildiur, Yilduz, Pherkard, 23 Ursae Minoris) é uma estrela na direção da constelação de Ursa Minor. Possui uma ascensão reta de 17h 32m 12.90s e uma declinação de +86° 35′ 10.8″. Sua magnitude aparente é igual a 4.35. Considerando sua distância de 183 anos-luz em relação à Terra, sua magnitude absoluta é igual a 0.61. Pertence à classe espectral A1Vn.